# Leptoptilos patagonicus
Leptoptilos patagonicus es una especie extinta de ave cicónida perteneciente a la tribu de los Leptolini, que vivió durante la época del Mioceno. Sus restos fueron descubiertos en la Formación Puerto Madryn en la provincia de Chubut, en Argentina. L. patagonicus constituye el primer registro fósil de un miembro del género Leptoptilos en América del Sur y hasta ahora el único en el Nuevo Mundo.

## Descripción
En comparación con los miembros modernos de Leptoptilos, L. patagonicus es más grande que Leptoptilos javanicus y similar en tamaño a los mayores ejemplares de Leptoptilos dubius y Leptoptilos crumeniferus. En comparación con estas especies actuales, sus miembros posteriores son más grandes que los anteriores, dando como resultado alas relativamente más cortas que sus pares modernos, una característica compartida por otra especie extinta, Leptoptilos falconeri. L. patagonicus es inferior en tamaño a L. falconeri.
El húmero y ulna son más cortos que los de L. dubius y L. crumeniferus. El tibiotarso es más corto que el de L. falconeri, pero levemente más largo que los que se observan usualmente en L. dubius y L. crumeniferus.